# Argon (serie televisiva)
Argon (아르곤?, AreugonLR) è una serie televisiva sudcoreana trasmessa su tvN dal 4 al 26 settembre 2017. A livello internazionale, è stato distribuito sottotitolato da Netflix.

## Trama
In un mondo in cui circolano molte fake news, il gruppo di reporter del programma Argon cerca di far prevalere la verità.

## Personaggi
- Kim Baek-jin, interpretato da Kim Joo-hyuk
- Lee Yeon-hwa, interpretata da Chun Woo-hee
- Shin Chul, interpretato da Park Won-sang
- Yoo Myung-ho, interpretato da Lee Seung-joon
- Chae Soo-min, interpretata da Shin Hyun-bin
- Yook Hye-ri, interpretata da Park Hee-von
- Uhm Min-ho, interpretato da Shim Ji-ho
- Lee Jin-hee, interpretata da Park Min-ha
- Park Nam-gyu, interpretato da Ji Il-joo
- Oh Seung-yong, interpretato da Ji Yoon-ho

## Ascolti
| Episodio | Data di trasmissione | Dati AGB            | Dati AGB                   | Dati TNMS |
| Episodio | Data di trasmissione | A livello nazionale | Area metropolitana di Seul | Dati TNMS |
| -------- | -------------------- | ------------------- | -------------------------- | --------- |
| 1        | 4 settembre 2017     | 2,500%              | 2,569%                     | 3,0%      |
| 2        | 5 settembre 2017     | 2,869%              | 3,180%                     | 2,4%      |
| 3        | 11 settembre 2017    | 2,588%              | 2,625%                     | 2,6%      |
| 4        | 12 settembre 2017    | 2,411%              | 2,587%                     | 2,9%      |
| 5        | 18 settembre 2017    | 2,602%              | 3,238%                     | 2,3%      |
| 6        | 19 settembre 2017    | 3,068%              | 3,424%                     | 2,6%      |
| 7        | 25 settembre 2017    | 2,786%              | 2,934%                     | 2,8%      |
| 8        | 26 settembre 2017    | 2,761%              | 3,325%                     | 2,5%      |
| Media    | Media                | 2,698%              | 2,985%                     | 2,6%      |

## Colonna sonora
1. Moon Stop (달의 정류장) – Tearliner feat. Jo Won-sun
2. Youth Comfort
3. Argon (아르곤) – Tearliner
4. Autumn Travel (가을여행) – Tearliner
5. Free Rider (프리라이더) – Tearliner
6. Lazy Commitment (게으른 다짐) – Tearliner
7. Lanista (라니스타) – Tearliner
8. Arena (아레나) – Tearliner
9. Trust – Sentimental Scenery
10. 70's Life – Tearliner
11. Jump (도약) – Tearliner
12. Moment of Sympathy (공감의 순간) – Tearliner